# Upsilon Ursae Majoris
Upsilon Ursae Majoris (υ Ursae Majoris / υ UMa) è una stella binaria situata nella costellazione dell'Orsa Maggiore di magnitudine apparente +3,80. Si trova a 115 anni luce dal sistema solare. 

## Osservazione
Si tratta di una stella situata nell'emisfero celeste boreale. La sua posizione è fortemente boreale e ciò comporta che la stella sia osservabile prevalentemente dall'emisfero nord, dove si presenta circumpolare anche da gran parte delle regioni temperate; dall'emisfero sud la sua visibilità è invece limitata alle regioni temperate settentrionali e alla fascia tropicale più a nord della latitudine 43° S. 
Essendo di magnitudine 3,80, la si può osservare anche dai piccoli centri urbani senza difficoltà, sebbene un cielo non eccessivamente inquinato sia maggiormente indicato per la sua individuazione.

## Caratteristiche fisiche
Upsilon Ursae Majoris è una subgigante bianco-gialla di classe spettrale F0IV con una massa doppia rispetto al Sole. Sta ormai terminando l'idrogeno interno da fondere in elio e si appresta ad aumentare di dimensioni ed evolvere verso lo stadio di gigante. Si tratta di una variabile Delta Scuti che varia la sua magnitudine da +3,68 a +3,86 in periodi multipli; il periodo principale è di 3,19 ore, ma ne esistono altri compresi tra 1,6 e 2,1 ore. Con una velocità di rotazione di 124 km/s impiega appena 1,4 giorni ad effettuare una rotazione su se stessa. 
A 11,6 secondi d'arco da Upsilon Ursae Majoris A si trova una debole compagna di magnitudine +11,5; si tratta di una nana rossa di classe spettrale M0 con una massa pari alla metà di quella solare; distante dalla principale 409 au, ha un periodo orbitale di almeno 5200 anni.